# Hecatera albicans
Hecatera albicans là một loài bướm đêm trong họ Noctuidae.